# Hyperlopha didyana
Hyperlopha didyana là một loài bướm đêm trong họ Noctuidae.